# Prickdroppslända
Prickdroppslända (Trichadenotecnum majus) är en insektsart som först beskrevs av Hermann Julius Kolbe 1880.  Prickdroppslända ingår i släktet Trichadenotecnum och familjen storstövsländor. Arten är reproducerande i Sverige. Inga underarter finns listade i Catalogue of Life.